# Destord
Destord – miejscowość i gmina we Francji, w regionie Grand Est, w departamencie Wogezy.
Według danych na rok 1990 gminę zamieszkiwały 222 osoby, a gęstość zaludnienia wynosiła 44 osób/km² (wśród 2335 gmin Lotaryngii Destord plasuje się na 823. miejscu pod względem liczby ludności, natomiast pod względem powierzchni na miejscu 1007.).